# Heterogaster
Heterogaster är ett släkte av insekter. Enligt Catalogue of Life ingår Heterogaster i familjen Heterogastridae, men enligt Dyntaxa är tillhörigheten istället familjen fröskinnbaggar.
Heterogaster är enda släktet i familjen Heterogastridae.
Kladogram enligt Catalogue of Life och Dyntaxa:
| Heterogaster | \| \| Heterogaster behrensii \| \| \| \| \| \| Heterogaster flavicosta \| \| \| \| \| \| Heterogaster urticae \| \| \| \| |
|              | \| \| Heterogaster behrensii \| \| \| \| \| \| Heterogaster flavicosta \| \| \| \| \| \| Heterogaster urticae \| \| \| \| |
|              | Heterogaster behrensii |
|              | |
|              | Heterogaster flavicosta                                                                                                   |
|              | |
|              | Heterogaster urticae |
|              | |

## Bildgalleri

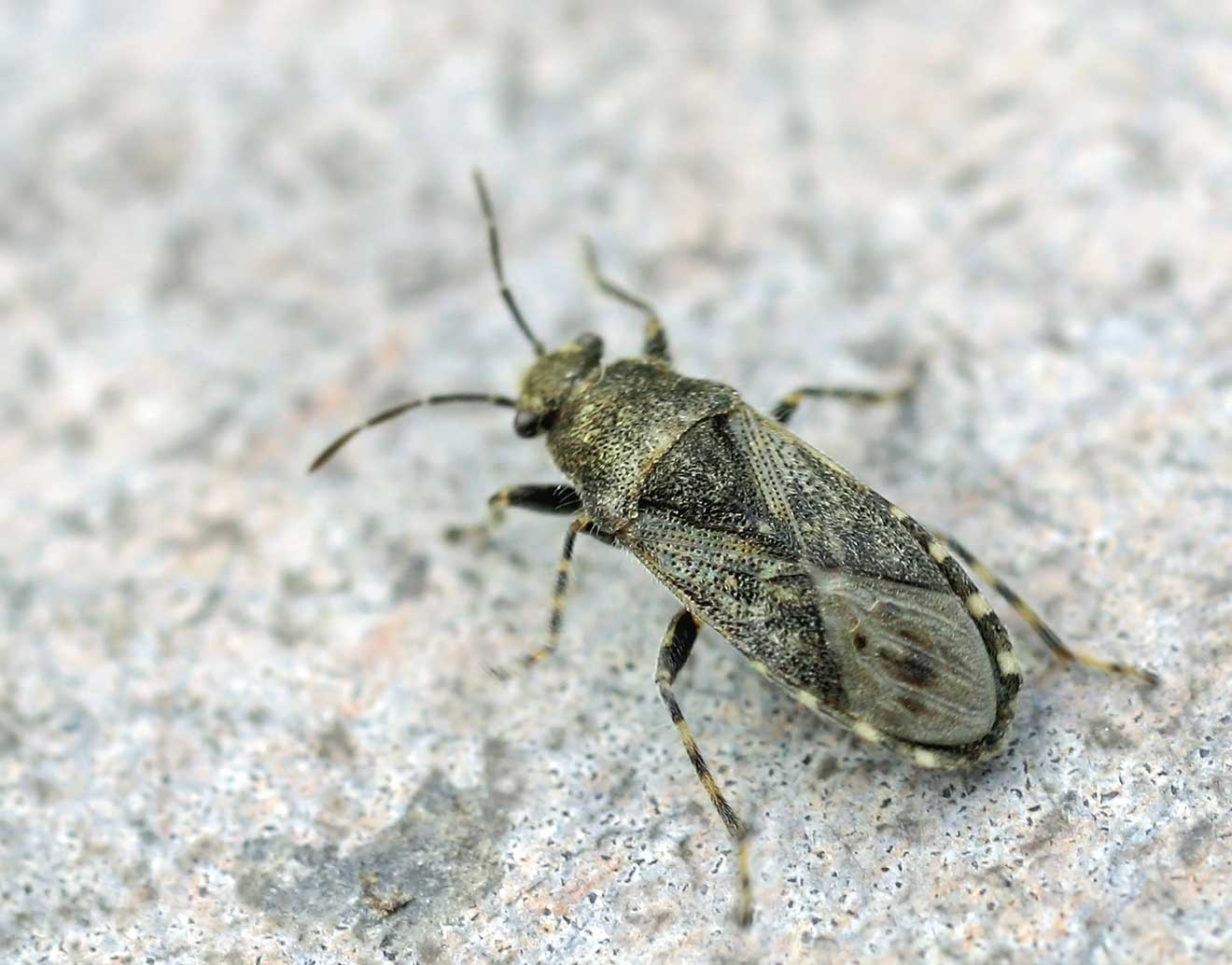